# Zuid (tjasker)
Zuid is de aanduiding van een tjasker in het museum  't Olde Maat Uus in Giethoorn in de Nederlandse provincie Overijssel.
Deze tjasker heeft houten roeden met een lengte van 5 meter die oudhollands zijn opgehekt. Hij is in 1988 gebouwd en werd in 2007 gerenoveerd. Het molentje wordt vanwege de slechte molenbiotoop met een motor aangedreven en heeft de status gemeentelijk monument.